# Britannia Inferior
Britannia Inferior var den norra delprovinsen av den Romerska provinsen Britannia i nuvarande norra England. Delprovinsen etablerades cirka 214 och hade sitt centrum i Eboracum (dagens York). Vid omorganisationen av Britannia 293 delades denna delprovins upp i två, Britania Secunda med York som huvudstad och Flavia Caesariensis med Lincoln (Lindum) som huvudstad.